# St. Andreas (Akkon)

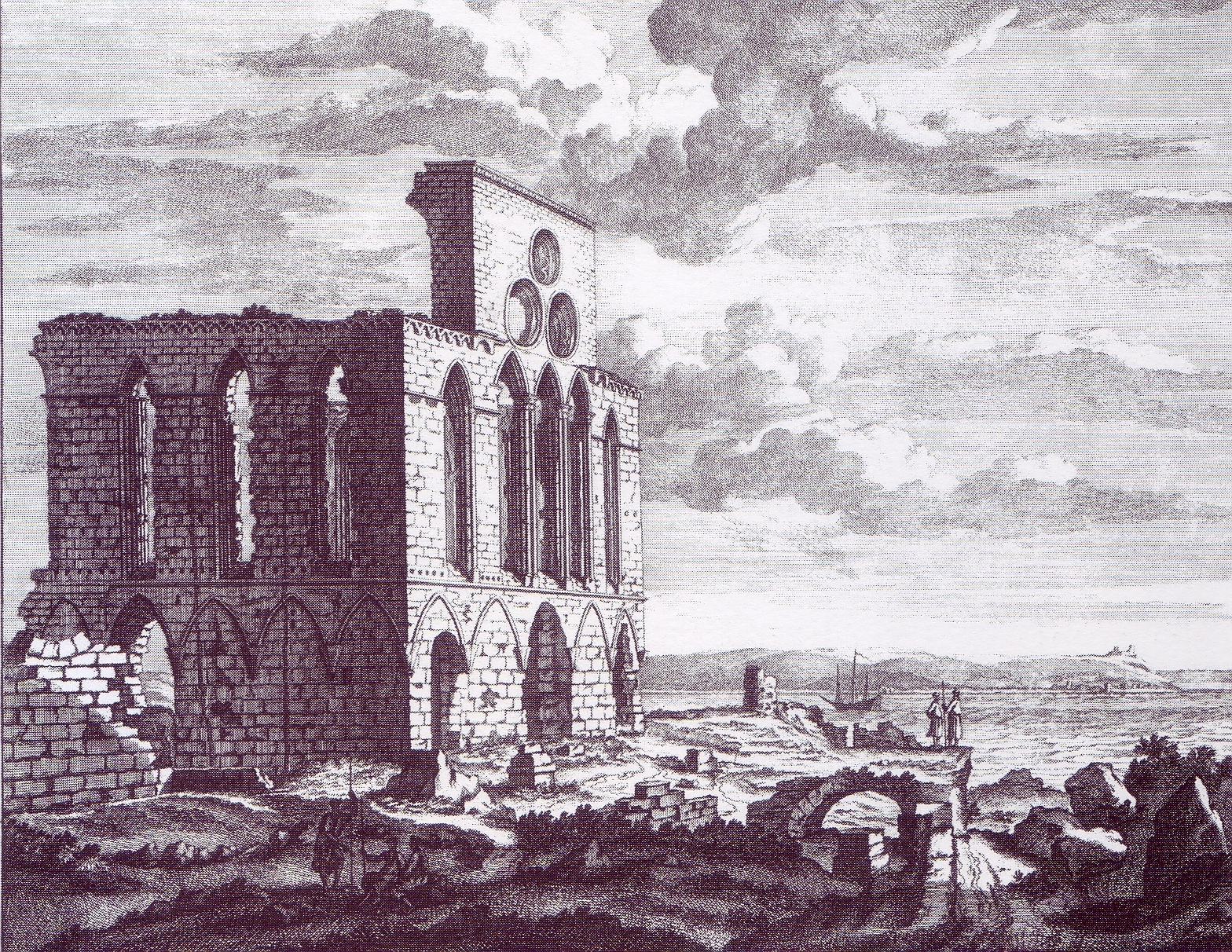
Die Ruine von St. Andreas 1682

St. Andreas war eine Pfarrkirche der Kreuzfahrer in Akkon im heutigen Israel. Ein gotisches Marmorportal gelangte als Kriegstrophäe nach Kairo, wo es heute noch zu sehen ist.

## Geschichte
St. Andreas wurde 1187 als Teil einer Schenkung durch Konrad von Montferrat an die Pisaner genannt. Laut der Pelgrinages et Pardouns de Acre (1258–64) führte ein Besuch der Andreaskirche zu fünf Jahren Ablass. Ein weiterer Bericht des 13. Jahrhunderts nannte die Kirche als Seezeichen für das Erreichen des Hafens von Akkon.
Nach der Eroberung Akkons am 18. Mai 1291 durch die Mamluken beauftragte ihr Sultan Chalīl seinen Emir ʿAlam al-Din Sandschar al-Schudschaʿi al-Mansuri (عَلَمُ الدِّينِ سَنْجَرُ الشُّجَاعِيُّ المَنْصُورِيُّ, DMG ʿAlam ad-Dīn Sanǧar aš-Šuǧāʿī al-Manṣūrī), die Kirchen und Befestigungen Akkos zu schleifen, um christliche Spuren zu tilgen und den Kreuzfahrern – nach einer eventuellen Rückeroberung – eine erneute Nutzung als Stützpunkt unmöglich zu machen. Teile von St. Andreas entgingen der Zerstörung, da sie nach wie vor als Seezeichen für den Hafen genutzt werden konnten. Darstellungen des 17. Jahrhunderts zeigen noch wesentliche Teile aufrecht stehend. Heute befindet sich an dieser für Seezeichen geeigneten Stelle Akkos Franziskanerkirche St. Johannis, die Strukturen einer Kreuzfahrerkirche aus dem 12. Jahrhundert einschließt, wobei es sich höchstwahrscheinlich um die mittelalterliche Andreaskirche handelt.

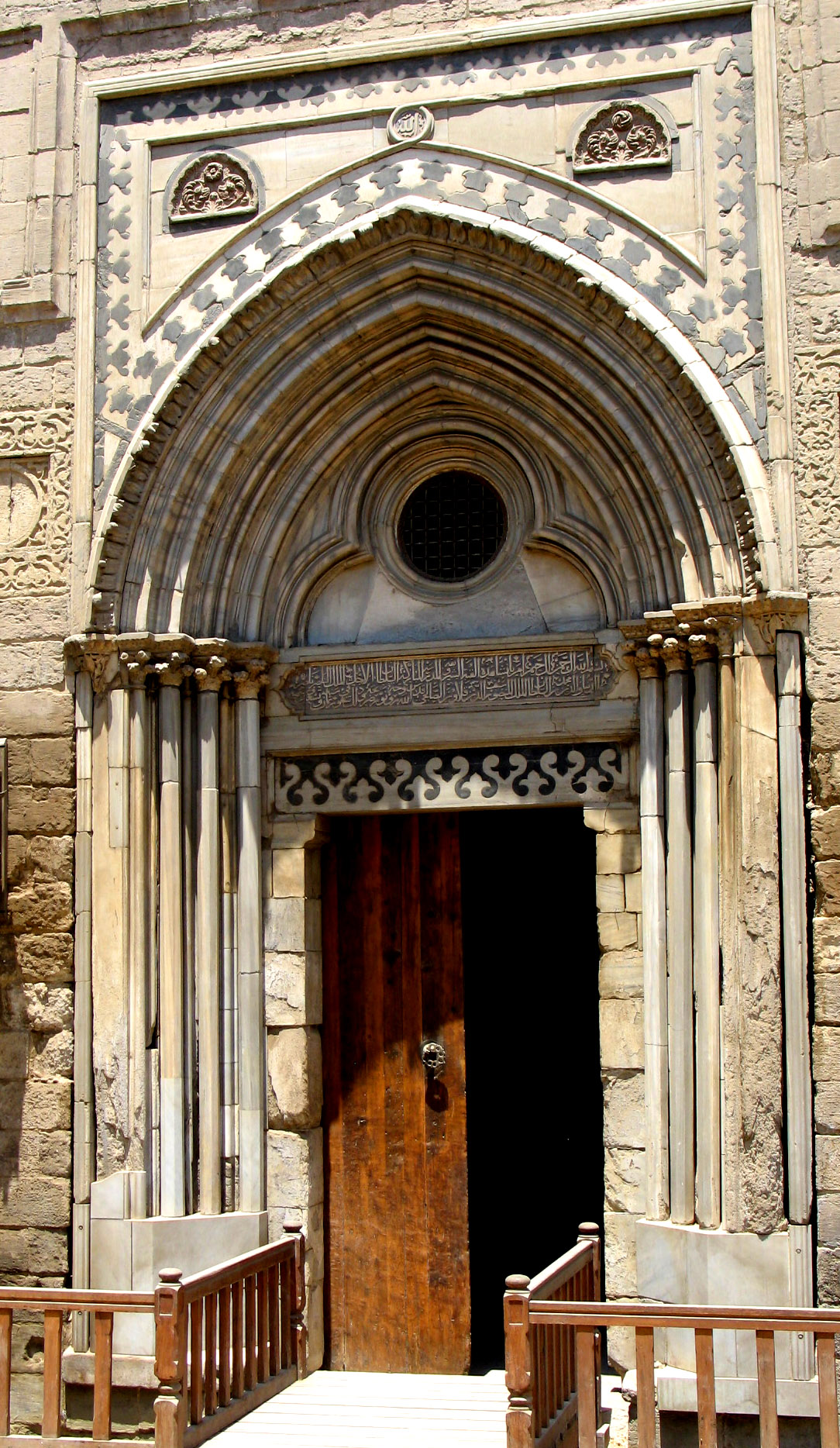
Gotisches Portal heute in der Medrese Nasir Muhammed in Kairo

Durch Emir ʿAlam al-Din Sandschar al-Schudschaʿi al-Mansuri gelangte ein Portal, das möglicherweise von St. Andreas stammte, als Kriegstrophäe nach Kairo, wo es unter Sultan al-Adil 1295 in die Medressat an-Nāsir Muhammad ibn Qalāwūn einbezogen wurde. Jim Antoniou dagegen vermutet, besagtes Portal stamme aus Akkos Heilig-Kreuz-Kathedrale, Alexander Papadopoulos wiederum glaubt, es entstamme der Georgskirche, wohingegen neuere Forschungen an Maßen und Bauformen durch Vardit Shotten-Hallel (וַרְדִּית שׁוֹטֶּן-הַלֵּל) nahelegen, dass das Portal eher Teil von Akkos Johanniterkirche St. Johannis im Komplex der ehemaligen dortigen Johanniterkommende gewesen war.
Vermutlich gegen Ende der 1740er Jahre übergaben die Franziskaner ihre Johanniskirche an die neu mit Rom unierten Melkiten, die damals in Akko die größte Religionsgemeinschaft bildeten.:177 Ibrāhīm al-Ṣabbāġ (um 1715–1775), ab 1757 Leibarzt und ab 1761 zudem Wesir des arabischen Regionalpotentaten Ẓāhir al-ʿUmar (1690–1775), finanzierte ab 1760 den Bau der melkitischen Kirche St. Andreas,:108 die 1764 fertiggestellt wurde. Sie schließt Strukturen der 1291 zerstörten Templerkirche St. Anna ein. Die Franziskanerkirche ging danach wieder in die Nutzung durch Lateiner über, die sie im Jahre 1178 der Hidschra (gregorianisch 1764/1765) um Räume nördlich der Kirche erweiterten, wie der erhaltene Kaufvertrag ausweist.

## Bau und Anlage
St. Andreas wurde um 1200 als dreischiffige gotische Basilika von mindestens sechs Jochen errichtet. Die heutige griechisch-katholische Kirche stellt keine Rekonstruktion der alten Kirche dar.